# درنتس پاتریسهوند
درنتس پاتریسهوند (به انگلیسی: Drentse Patrijshond)، نام یکی از نژادهای سگ است که خاستگاه آن به هلند بازمی‌گردد. قد جنس نر درنتس پاتریسهوند ۵۸–۶۳ سانتیمتر (۲۳–۲۵ اینچ) است و قد جنس مادهٔ آن ۵۵–۶۰ سانتیمتر (۲۲–۲۴ اینچ).